# 마이클 스토야노브
마이클 스토야노프(Michael Stoyanov, 1966년 12월 14일 ~ )는 미국의 배우, 각본가이다.

## 출연 작품
- 스페이스 스테이션 76 (2014, Space Station 76)
- 다크 나이트 (2008년) - 도피 역
- Girls Will Be Girls (2003)
- 레스토랑 (1998년)
- 워킹 (1997년)
- 무단 경고 (1993년)
- 프릭스 대모험 (1993년)
- 트랙 (1991년)
- 블로썸 (1990년) - 안소니 루소 역
- 표류기 (1990년)
- 빅 샷 (1987년)

### 텔레비전
- 비버리힐즈의 아이들 (1990년)